# Kelenna Azubuike
Kelenna David Azubuike (nacido el 16 de diciembre de 1983 en Londres, Inglaterra) es un exjugador de baloncesto nigeriano/estadounidense. Con 1,96 metros de altura, jugaba en la posición de escolta.

## Carrera

### Universidad
Procedente del Instituto Victory Christian en Tulsa, Oklahoma, Azubuike asistió a la Universidad de Kentucky, donde promedió 15 puntos por partido en su año sénior.

### NBA
Debido a que su padre, nigeriano de nacimiento, estaba en prisión por fraude, Azubuike se presentó al Draft de la NBA para ayudar a su familia. No fue elegido, pero jugó la pretemporada con Cleveland Cavaliers, aunque antes de que comenzara la temporada regular fue cortado y tuvo que marcharse a los Fort Worth Flyers, equipo de la Development League. Su primera temporada fue excelente, jugando el All-Star y liderando a su equipo a la final de la NBDL, que perdieron ante los Albuquerque Thunderbirds.
El 4 de agosto de 2006, los Houston Rockets ficharon a Azubuike, pero le cortaron el 24 de octubre tras jugar solo dos encuentros de pretemporada con el equipo. Regresó a los Fort Worth Flyers, donde promedió 26 puntos y 5 rebotes, liderando la NBDL en anotación y tercero en porcentaje de tiros de campo.
El 2 de enero de 2007, los Golden State Warriors firmaron al jugador dado la plaga de lesiones que tenían. El entrenador de los Warriors Don Nelson bromeó diciendo que no sabía que habían fichado a Azubuike, diciendo que Chris Mullin, el general mánager, le llamó preguntándole si le gustaba la sambuca y que cuando contestó que sí, Mullin fichó a Azubuike. El 17 de enero de 2007, Azubuike jugó 48 minutos ante Los Angeles Clippers, anotando 28 puntos y cogiendo 7 rebotes. Terminó la temporada promediando 7,1 puntos y 2,3 rebotes en 41 partidos jugados.
En julio de 2010 fue traspasado a New York Knicks junto con Anthony Randolph, Ronny Turiaf y una futura elección de segunda ronda a cambio de David Lee.
El 23 de marzo de 2012, Azubuike fichó por Dallas Mavericks e inmediatamente fue asignado a los Texas Legends, equipo de la D-League afiliado a los Mavericks.

## Estadísticas de su carrera en la NBA

### Temporada regular
| Año     | Equipo       | PJ  | PT | MPP  | %TC  | %3P  | %TL  | RPP | APP | ROB | TPP | PPP  |
| ------- | ------------ | --- | -- | ---- | ---- | ---- | ---- | --- | --- | --- | --- | ---- |
| 2006–07 | Golden State | 41  | 9  | 16.3 | .445 | .430 | .782 | 2.3 | .7  | .5  | .2  | 7.1  |
| 2007–08 | Golden State | 81  | 17 | 21.4 | .445 | .364 | .717 | 4.0 | .9  | .6  | .4  | 8.5  |
| 2008–09 | Golden State | 74  | 51 | 32.1 | .464 | .448 | .808 | 5.0 | 1.6 | .8  | .7  | 14.4 |
| 2009–10 | Golden State | 9   | 7  | 25.7 | .545 | .370 | .679 | 4.6 | 1.1 | .6  | 1.0 | 13.9 |
| 2011–12 | Dallas       | 3   | 0  | 6.0  | .375 | .333 | .000 | .0  | .0  | .3  | .0  | 2.3  |
| Total   | Total        | 208 | 84 | 24.2 | .459 | .409 | .770 | 4.0 | 1.1 | .6  | .5  | 10.5 |

### Playoffs
| 2006–07 | Golden State | 6 | 0 | 2.5 | .333 | .000  | 1.000 | .7  | .0 | .2  | .0 | 0.7 |
| 2011–12 | Dallas       | 1 | 0 | 5.0 | .333 | 1.000 | .000  | 1.0 | .0 | 1.0 | .0 | 3.0 |
| Total   | Total        | 7 | 0 | 2.7 | .333 | .500  | 1.000 | .7  | .0 | .3  | .0 | 1.0 |